# Bristowia
Bristowia este un gen de păianjeni din familia Salticidae.
Cladograma conform Catalogue of Life:
| Bristowia | \| \| Bristowia afra \| \| \| \| \| \| Bristowia heterospinosa \| \| \| \| |
|           | \| \| Bristowia afra \| \| \| \| \| \| Bristowia heterospinosa \| \| \| \| |
|           | Bristowia afra                                                             |
|           |                                                                            |
|           | Bristowia heterospinosa                                                    |
|           |                                                                            |